# Australian International Gravitational Waves Observatory
Le Australian International Gravitational Waves Observatory (AIGO) est un projet australien de détecteur d'ondes gravitationnelles, via un interféromètre de type Michelson, construit à (Gingin) près de Perth en Australie.
Il est destiné à détecter d'éventuelles ondes gravitationnelles dont le passage serait susceptible de modifier de façon infime la longueur des bras de l'interféromètre. Dans le but d'augmenter la longueur de ces bras, on utilise deux cavités de type Fabry-Perot dans chaque bras.
L’observation des ondes gravitationnelles est destinée à compléter de manière importante l’observation des ondes électromagnétiques (ondes lumineuses, radio et micro-ondes, rayons gamma et X) ainsi que des astro-particules (rayons cosmiques, neutrinos). Leur étude permet de révéler des aspects de l’univers jusqu’alors inconnus et d’étendre le domaine d’observation jusque dans les régions assombries par la poussière et masquées par d’autres phénomènes.